# Gwalior (stad)

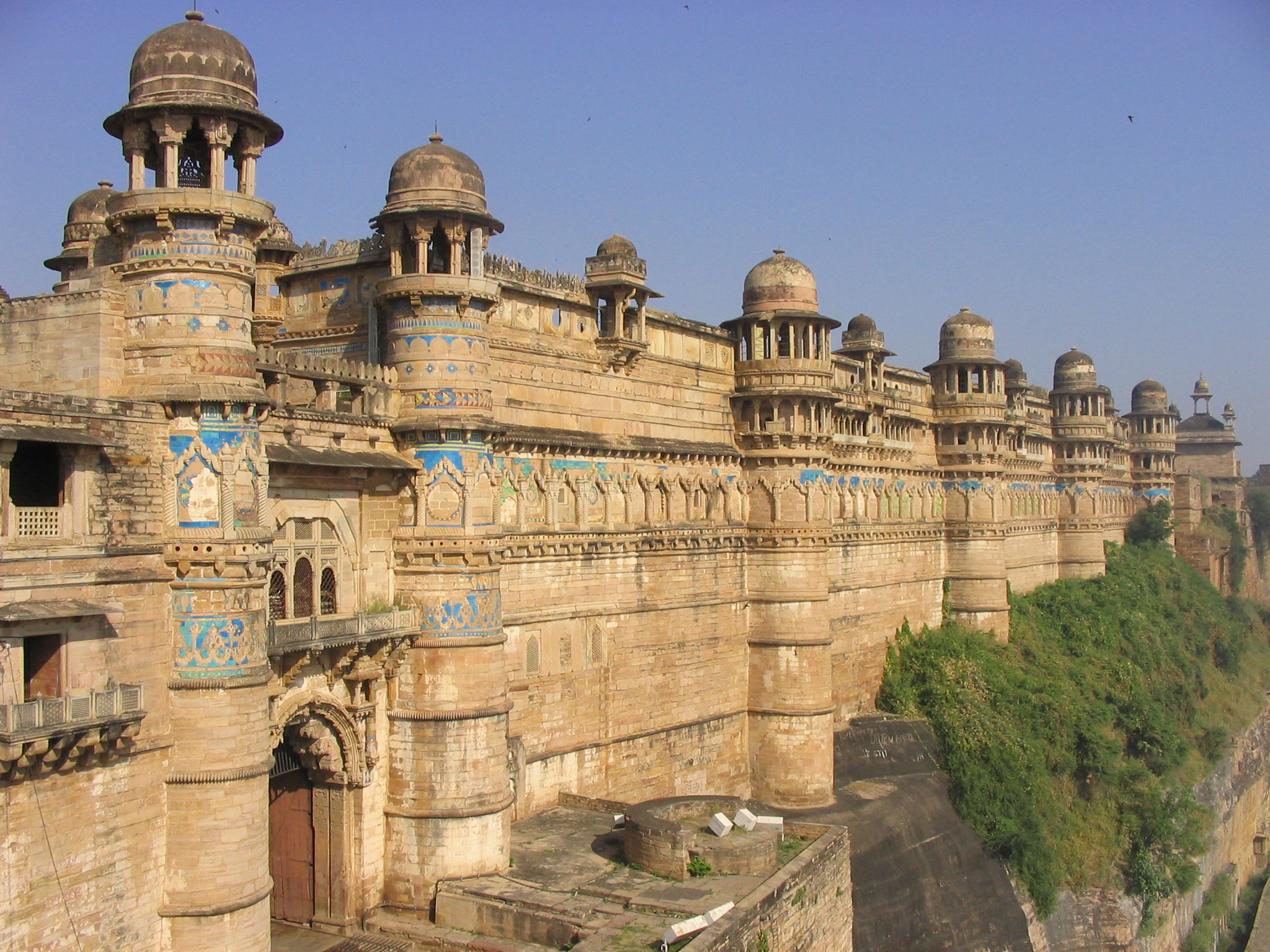
Fort

Gwalior (Hindi: ग्वालियर) is een stad en gemeente in de Indiase deelstaat Madhya Pradesh. Het ligt zo'n 120 kilometer ten zuiden van Agra en de gemeente heeft 826.919 inwoners. Het stedelijk gebied van Gwalior is het 46e stedelijk gebied naar aantal inwoners geteld van India.
De stad neemt een strategische positie in in de regio Gird in Noord-India, en de stad en diens fort hebben een belangrijke plaats ingenomen in diverse historische koninkrijken in Noord-India. Thans ligt nabij Gwalior een basis van de Indiase luchtmacht.
Volgens de legende is de stad in de achtste eeuw gesticht door een stamhoofd en als dank voor het hem genezen van een dodelijke ziekte, vernoemd naar een monnik genaamd Galav. In de tiende eeuw kwam de stad in handen van de Kachwaha, en in 1196 werd de stad veroverd door Qutb-ud-din Aybak. In 1232 viel de stad in handen van Shamsud-din Altamsh. In de vijftiende eeuw was er in Gwalior een bekende zangschool, waar ook Tansen lessen volgde. Gwalior viel in 1780 al in handen van de Britten, maar was een van de steden die in handen van de rebellen was tijdens de Muiterij van Sepoy halverwege de negentiende eeuw.

## Geboren
- Atal Bihari Vajpayee (1924-2018), premier van India (1996, 1998-2004)
- Kartik Aaryan (1990), acteur